# Controle de ruído

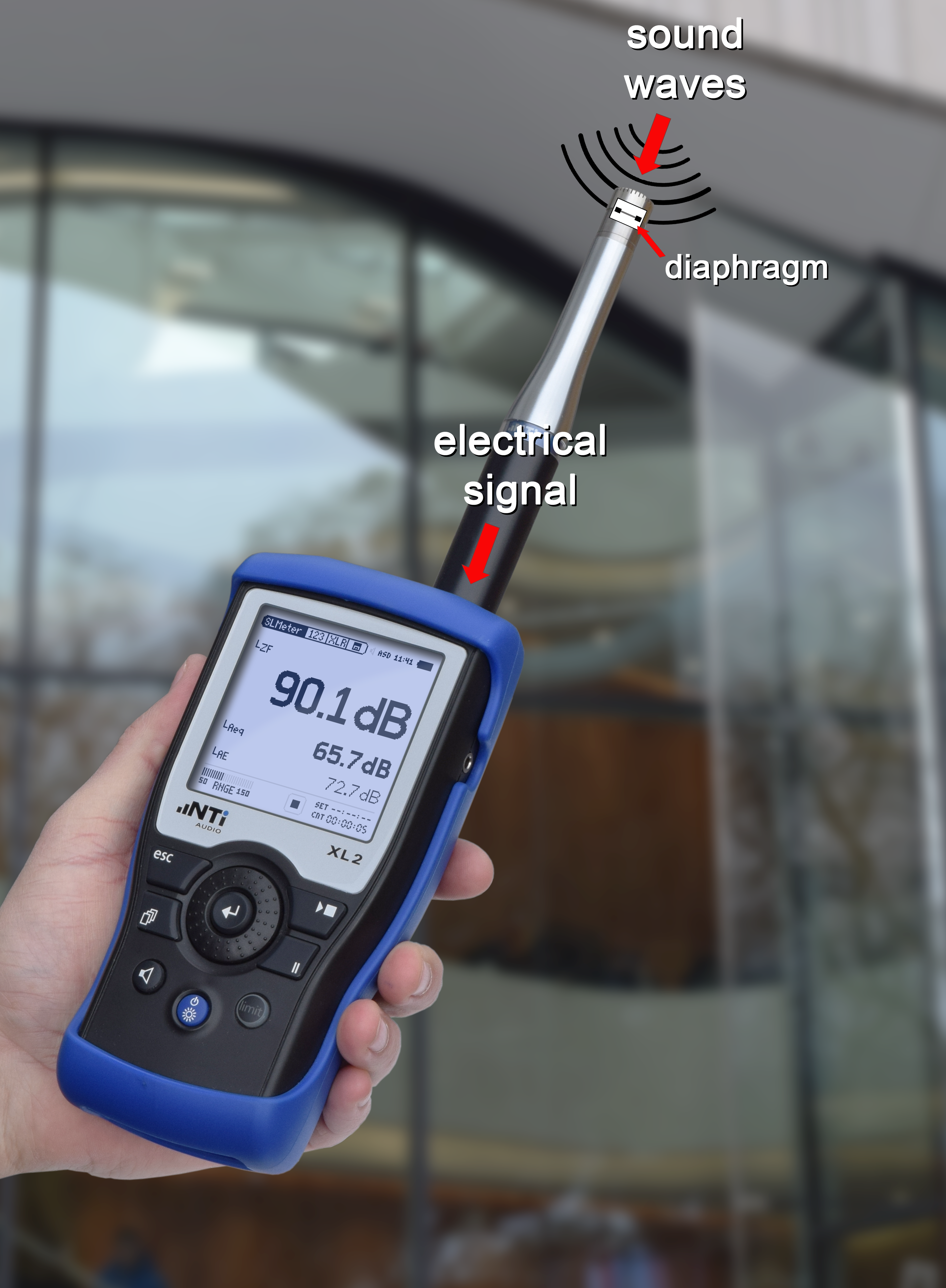
Um medidor de nível de pressão sonora, uma ferramenta básica na medição de som.

O controle de ruído ou atenuação de ruído é um conjunto de estratégias para reduzir a poluição sonora ou reduzir o impacto desse ruído, seja em ambientes externos ou internos.

## Visão global
As principais áreas de atenuação ou redução de ruído são: controle de ruído de transporte, projeto arquitetônico, planejamento urbano por meio de códigos de zoneamento, e controle de ruído ocupacional. O ruído nas estradas e o ruído de aeronaves são as fontes mais difundidas de ruído ambiental.  As atividades sociais podem gerar níveis de ruído que afetam consistentemente a saúde das populações que residem ou ocupam áreas, tanto internas quanto externas, próximas a locais de entretenimento que apresentam sons e músicas amplificadas que representam desafios significativos para estratégias efetivas de atenuação do ruído.
Múltiplas técnicas tem sido desenvolvidas visando o controle dos níveis sonoros em interiores, onde o uso de muitas delas são encorajadas pelos códigos de construção locais; no melhor caso de designs de projetos, os profissionais são encorajados a trabalhar com engenheiros de projeto para examinar as compensações em projetos de rodovias e arquitetônicos.[carece de fontes?] Essas técnicas incluem o design de paredes externas, paredes de festas e montagens de piso e teto; além disso, há uma série de meios especializados para amortecer a reverberação de salas especiais, como auditórios, salas de concertos, locais de entretenimento e sociais, áreas de jantar, salas de gravação de áudio e salas de reuniões.[carece de fontes?]
Muitas destas técnicas baseiam-se nas aplicações da ciência dos materiais na construção de defletores de som ou na utilização de revestimentos de absorção de som para espaços interiores. O controle de ruído industrial é um subconjunto do controle arquitetônico de interiores do ruído, com ênfase em métodos específicos de isolamento de som de máquinas industriais e para proteção de trabalhadores em suas estações de trabalho.
O Mascaramento de som diz respeito a adição ativa de ruído para reduzir o incômodo de certos sons; o oposto de isolamento acústico.

## Padrões, recomendações e diretrizes
Cada uma das organizações tem seus próprios padrões, recomendações / diretrizes e diretivas para quais níveis de ruído os trabalhadores podem estar expostos antes que os controles de ruído sejam colocados em prática.

### Administração de Segurança e Saúde Ocupacional
Os requisitos da Administração de Segurança e Saúde Ocupacional americana ou Occupational Safety and Health Administration (OSHA) afirmam que quando os trabalhadores são expostos a níveis de ruído acima de 90 dB A em uma média ponderada de tempo de 8 horas (time-weighted averages - TWA), controles administrativos e/ou novos controles de engenharia devem ser implementados no local de trabalho.  A OSHA também exige que ruídos de impulso e ruídos de impacto sejam controlados para evitar que os mesmos atinjam picos de nível de pressão sonora (NPS) de 140 dB.

### Administração de Segurança e Saúde na Mineiração
A Administração de Segurança e Saúde na Mineiração americana ou Mine Safety and Health Administration (MSHA) exige que os controles administrativos e/ou de engenharia sejam implementados no local de trabalho quando os mineradores forem expostos a Administração de Segurança e Saúde na Mineiraçãois acima de 90 dB A TWA (time weighted average).  Se os níveis de ruído excederem esse valor, os mineiradores deverão usar proteção auditiva. A MSHA, portanto, exige que os níveis de ruído sejam reduzidos abaixo de 115 dB TWA. A medição dos níveis de ruído para a tomada de decisões de controle deve integrar todos os ruídos de 90 dB a 140 dB A.

### Associação Ferroviária Federal
A  Associação Ferroviária Federal  americana ou  Federal Railroad Administration (FRA) recomenda que a exposição do trabalhador ao ruído seja reduzida quando a exposição ao ruído for superior a 90 dB A TWA de 8 horas. As medições de ruído devem integrar todos os ruídos, incluindo ruídos intermitentes, contínuos, de impacto e de impulso entre 80 dBA e 140 dBA.

### Departamento de Defesa dos EUA
O Departamento de Defesa dos EUA ou Department of Defense (DoD) sugere que os níveis de ruído sejam controlados principalmente por meio de controles de engenharia. Ele requer ainda que todos os ruídos de estado estacionário sejam reduzidos a níveis abaixo de 85 dBA e que ruídos de impulso sejam reduzidos abaixo de 140 dB de pico de NPS. As médias ponderadas de tempo de exposição (TWA) não são consideradas para os requisitos do DoD.

### Diretiva do Parlamento e Conselho Europeu
A Diretiva do Parlamento e Conselho Europeu exige que os níveis de ruído sejam reduzidos ou eliminados por meio de controles administrativos e de engenharia. Recomendam níveis de ação de exposição mais baixa que 80 dBA por 8 horas com pico de 135 dB NPS, juntamente com níveis de ação de exposição superior de 85 dBA por 8 horas com pico de 137 dB NPS. Os limites de exposição são de 87 dB A por 8 horas, com  pico de 140 dB NPS.

## Abordagens ao controle de ruído
Um modelo eficaz para controle de ruído é o modelo de fonte, caminho e receptor de Bolt e Ingard. O ruído perigoso pode ser controlado reduzindo a emissão na sua fonte, minimizando o ruído à medida que ele percorre um caminho até o ouvinte e fornecendo equipamento ao ouvinte ou ao receptor para atenuá-lo.

### Fonte
Diversas medidas visam reduzir o ruído perigoso em sua fonte.  Programas como o Buy Quiet e o Programa de Prevenção do Instituto Nacional de Segurança e Saúde Ocupacional (National Institute for Occupational Safety and Health - NIOSH), promove a pesquisa e o projeto de equipamentos silenciosos e a renovação e substituição de equipamentos perigosos mais antigos por tecnologias modernas. Materiais físicos, como espuma para absorver som e paredes para fornecer uma barreira de som, modificam os sistemas existentes, diminuindo o ruído perigoso na fonte.

### Caminho
O princípio da redução de ruído por meio de modificações na via ou percurso do som se aplica à alteração de vias diretas e indiretas de ruído. O ruído que passa pelas superfícies refletivas, como pisos lisos, pode ser perigoso. As alterações na via incluem o enclausuramento de equipamentos ruidosos (confinamento acústico) e câmaras de isolamento das quais os trabalhadores podem controlar remotamente o equipamento enquanto são removidos do ruído. Esses métodos evitam que o som viaje ao longo do caminho até o trabalhador ou outro ouvinte.

### Receptor
No ambiente industrial ou comercial, os trabalhadores devem cumprir um adequado Programa de Conservação Auditiva (PCA). Controles administrativos, como a restrição de pessoal em áreas ruidosas, evitam a exposição desnecessária ao ruído.[carece de fontes?] Equipamentos de proteção individual, como protetores auriculares de espuma ou abafadores para atenuar o som, fornecem uma última linha de defesa para o ouvinte. [carece de fontes?]

## Tecnologias básicas
As tecnologias básicas para o controle de ruído incluem:[carece de fontes?]
- Isolamento acústico: evitar a transmissão de ruído pela introdução de uma barreira de massa. Materiais comuns têm propriedades de alta densidade, como tijolo, vidro grosso, concreto, metal etc.
- Absorção sonora: um material poroso que atua como uma "esponja de ruído", convertendo a energia sonora em calor dentro do material. Materiais comuns de absorção sonora incluem telhas desacopladas à base de chumbo, espumas de células abertas e fibra de vidro
- Amortecimento de vibrações: aplicável a grandes superfícies vibratórias. O mecanismo de amortecimento funciona extraindo a energia de vibração da folha fina e dissipando-a como calor. Um material comum é o aço amortecido.
- Isolamento de vibração: impede a transmissão de energia de vibração de uma fonte para um receptor, introduzindo um elemento flexível ou uma quebra física. Isoladores de vibração comuns são molas, suportes de borracha, cortiça, etc.

## Estradas

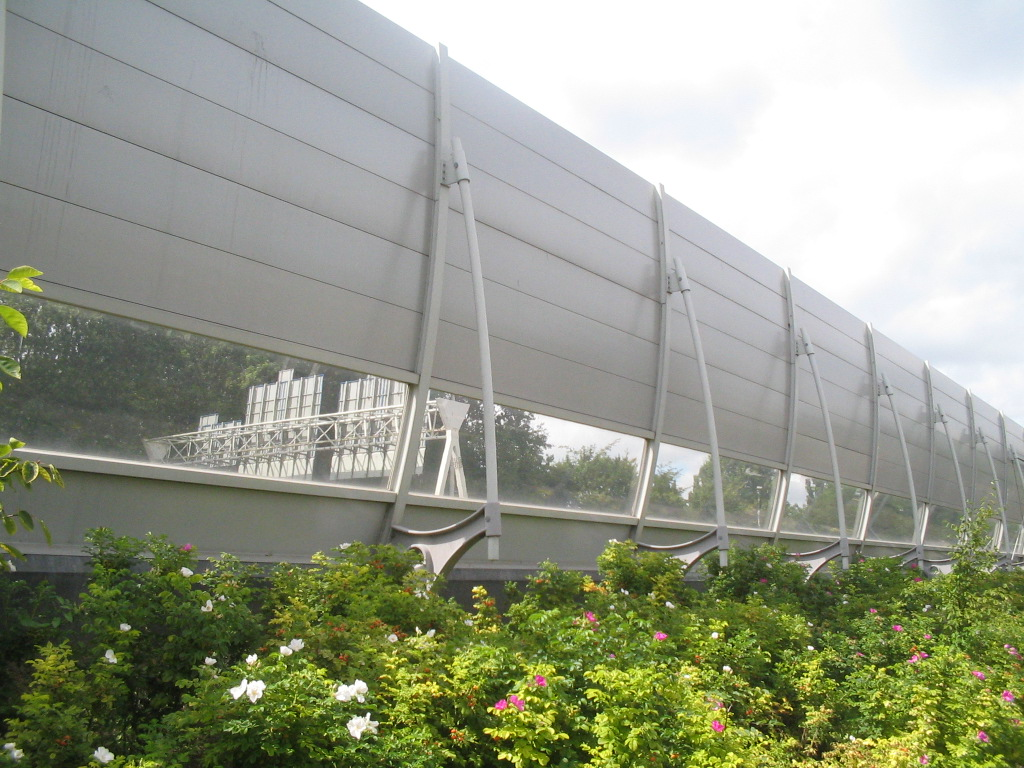
Este muro de redução de ruído na Holanda tem uma seção transparente no nível dos olhos do motorista para reduzir o impacto visual para os usuários da estrada

O controle da fonte no ruído de estrada proporcionou pouca redução no ruído do veículo, com exceção do desenvolvimento do veículo híbrido; no entanto, o uso híbrido precisará atingir uma participação de mercado de cerca de 50% para ter um grande impacto na redução da fonte de ruído das ruas da cidade.[carece de fontes?]  Ruído da estrada é hoje menos afetado pelo tipo de motor, já que os efeitos em alta velocidade são aerodinâmicos e relacionados ao ruído dos pneus. Outras contribuições para a redução do ruído na fonte são: melhores projetos de piso de pneus para caminhões na década de 1970, melhor blindagem de pilhas a diesel na década de 1980 e regulamentação local de veículos de veículos não-abafados.
As áreas mais férteis para a atenuação do ruído nas estradas estão nas decisões de planejamento urbano, projeto de estradas, projeto de barreiras de ruído, controle de velocidade, seleção de pavimentos de superfície e restrições de caminhões. O controle de velocidade é eficaz, pois as emissões sonoras mais baixas surgem de veículos que se movem suavemente a 30 a 60 quilômetros por hora. Acima dessa faixa, as emissões sonoras dobram a cada cinco milhas por hora de velocidade. Nas velocidades mais baixas, a frenagem e o ruído de aceleração (do motor) dominam.[carece de fontes?]
A seleção do pavimento da superfície da estrada pode fazer a diferença de um fator de dois em níveis de som, para o regime de velocidade acima de 30 quilômetros por hora. Pavimentos mais silenciosos são porosos com uma textura superficial negativa e usam agregados médios a pequenos; os pavimentos mais altos têm uma superfície transversalmente sulcada e/ou uma textura de superfície positiva e usam agregados maiores.  A fricção de superfície e a segurança nas estradas são considerações importantes também para as decisões de pavimentação.[carece de fontes?]
Ao projetar novas vias expressas urbanas ou vias arteriais, existem inúmeras decisões de projeto em relação ao alinhamento e à geometria das estradas. O uso de um modelo computacional para calcular os níveis de som tornou-se uma prática padrão desde o início dos anos 70. Desta forma, a exposição de receptores sensíveis a níveis sonoros elevados pode ser minimizada. Existe um processo análogo para os sistemas de transporte coletivo urbano (transporte público) e outras decisões sobre transporte ferroviário. Os primeiros exemplos de sistemas ferroviários urbanos projetados usando esta tecnologia foram: expansões da linha MBTA de Boston (1970), expansão do sistema San Francisco BART (1981), sistema Houston METRORail (1982) e o sistema MAX Light Rail em Portland, Oregon (1983).
As barreiras de ruído podem ser aplicáveis a projetos de transporte de superfície existentes ou planejados. Eles são provavelmente a arma mais eficaz na adaptação de uma estrada existente, e geralmente podem reduzir os níveis sonoros em até dez decibéis.[carece de fontes?] Um modelo de computador é necessário para projetar a barreira, uma vez que o terreno, a micrometeorologia e outros fatores específicos do local tornam o empreendimento muito complexo. Por exemplo, uma estrada com ventos predominantes, cortados ou fortes, pode produzir um ambiente em que a propagação do som atmosférico é desfavorável a qualquer barreira de ruído.[carece de fontes?]

## Aeronave

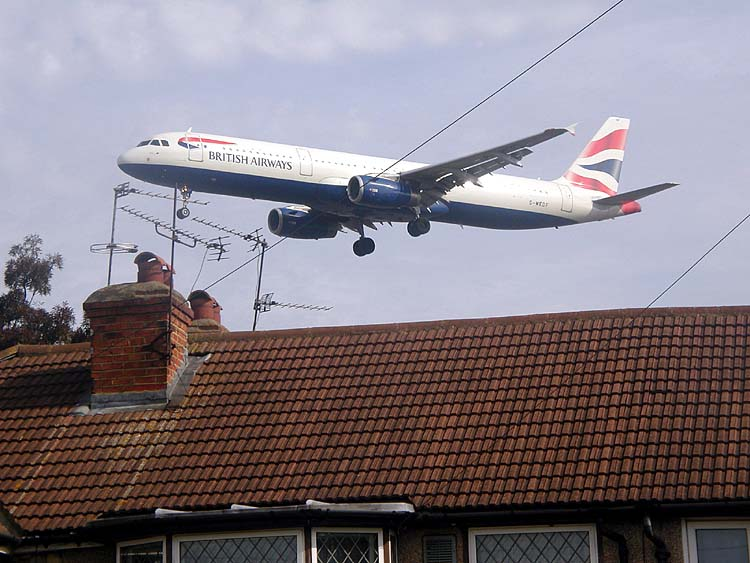
Um British Airways Airbus A321, na aproximação de aterrissagem ao aeroporto de Londres Heathrow, mostrando a proximidade às casas.

Como no caso do ruído na estrada, pouco progresso foi feito para diminuir o ruído das aeronaves na fonte, além da eliminação de projetos de motores barulhentos dos anos 1960 e anteriores. Por causa de sua velocidade e volume, o ruído de escape do motor de turbina a jato desafia a redução por qualquer meio simples.
As formas mais promissoras de redução do ruído das aeronaves são o planejamento do terreno, as restrições das operações de voo e o isolamento acústico residencial. As restrições de voo podem assumir a forma de uso preferencial da pista, trajetória e inclinação do voo de partida e restrições de horário. Essas táticas são às vezes controversas, já que podem afetar a segurança da aeronave, a conveniência de voar e a economia das companhias aéreas.[carece de fontes?]
Em 1979, o Congresso dos EUA autorizou a FAA a criar tecnologia e programas para tentar isolar casas perto de aeroportos. Enquanto isso obviamente não ajuda o ambiente externo, o programa tem sido eficaz para interiores residenciais e escolares. Alguns dos primeiros aeroportos em que a tecnologia foi aplicada eram Aeroporto Internacional de São Francisco, Aeroporto Internacional de Seattle-Tacoma, John Wayne International Airport e Aeroporto Internacional de San Jose, na Califórnia.
A tecnologia subjacente é um modelo de computador que simula a propagação de ruído de aeronaves e sua penetração em edifícios. Variações nos tipos de aeronaves, padrões de voo e meteorologia local pode ser analisado juntamente com os benefícios de estratégias de construção alternativa, como a melhoria telhado, janela vidros melhoria, lareira desconcertante, calafetagem costuras de construção e outras medidas. O modelo de computador permite avaliações de custo-efetividade de uma série de estratégias alternativas.
No Canadá, a Transport Canada prepara previsões de exposição a ruídos para cada aeroporto, usando um modelo de computador similar ao usado nos EUA. O desenvolvimento de terrenos residenciais é desencorajado dentro de áreas de alto impacto identificadas pela previsão.
Em 1998, as rotas de voo em toda a Escandinávia foram alteradas quando o novo Aeroporto de Oslo-Gardermoen foi aberto. Esses novos caminhos eram mais retos, reduzindo o consumo de combustível e incomodando menos pessoas. No entanto, protestos vociferantes vieram de pessoas próximas aos novos caminhos que não haviam sido perturbadas antes e tomaram medidas legais (efeito NIMBY).

## Estaleiros de construção
Entre os muitos impactos ambientais causados pelo funcionamento dos locais de construção, que podem levar a perturbações e incómodos para os residentes e a vizinhança, as emissões de partículas (emissões de poeira) são de particular importância, para além das emissões de ruído.
Entre outras, existem as seguintes contramedidas contra o ruído de construção: tapetes de protecção acústica para vedações de construção, lonas de protecção acústica em andaimes e recintos completos feitos de lonas para estaleiros de construção, por exemplo, durante trabalhos de demolição.

## Soluções arquitetônicas

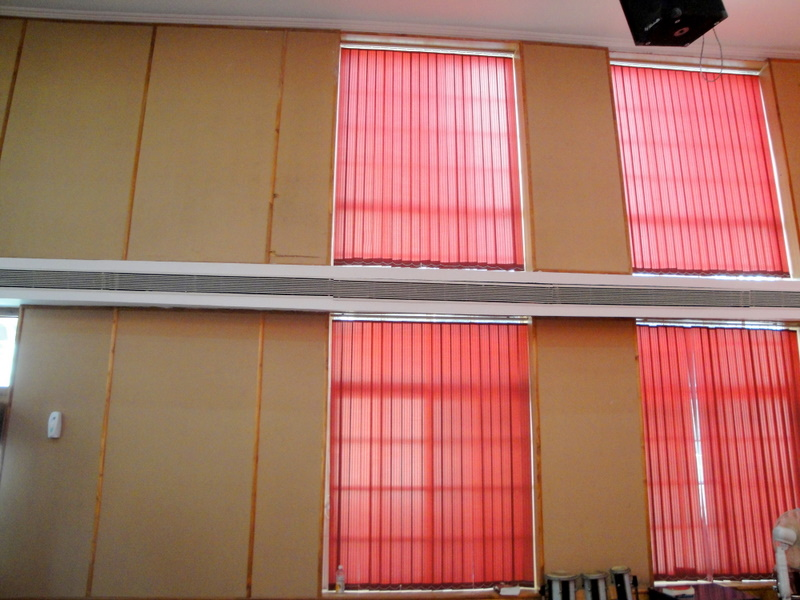
Painéis de tratamento de som contrastam com cortinas vermelhas em uma sala de reuniões da igreja

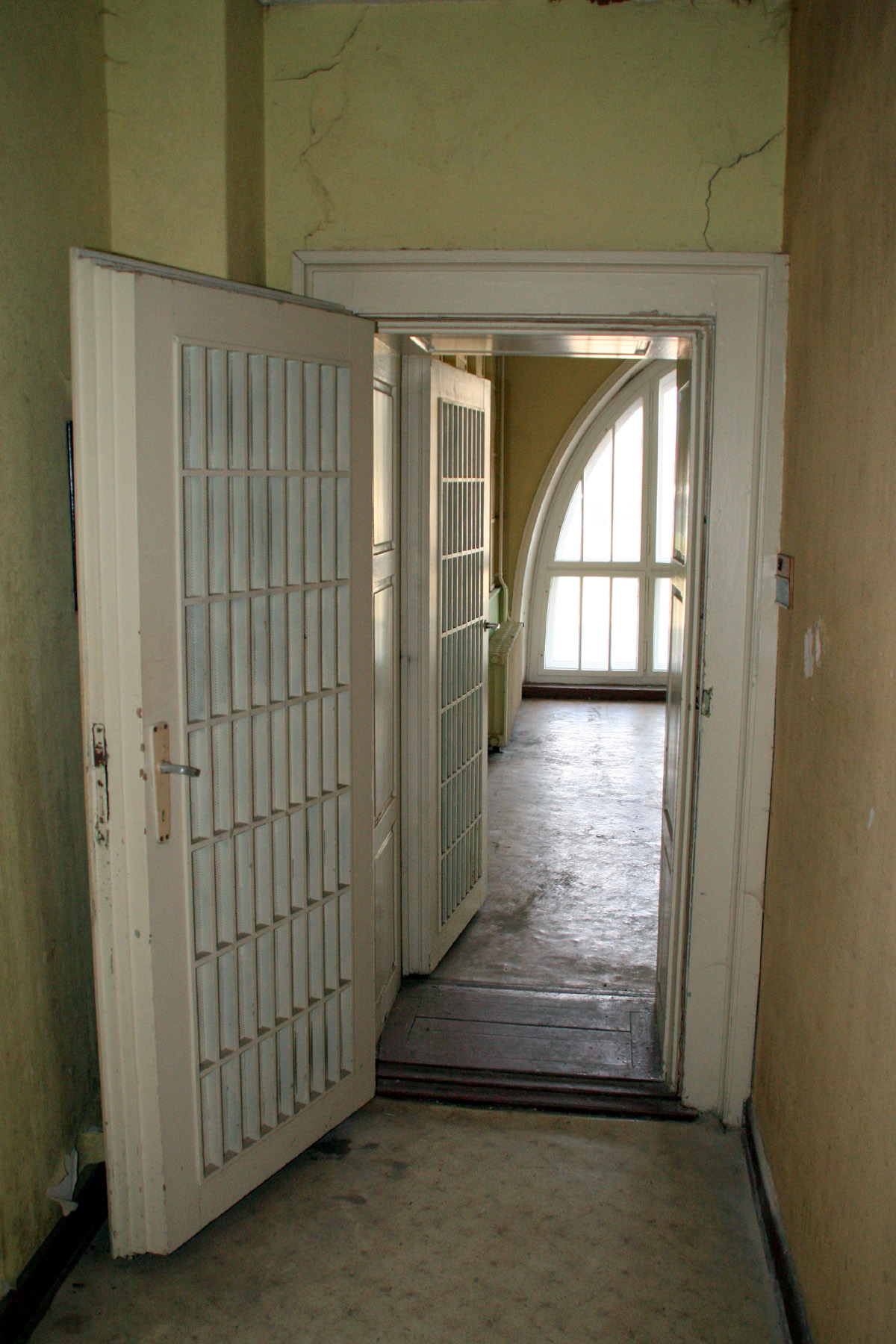
Portas à prova de som em um centro de transmissão

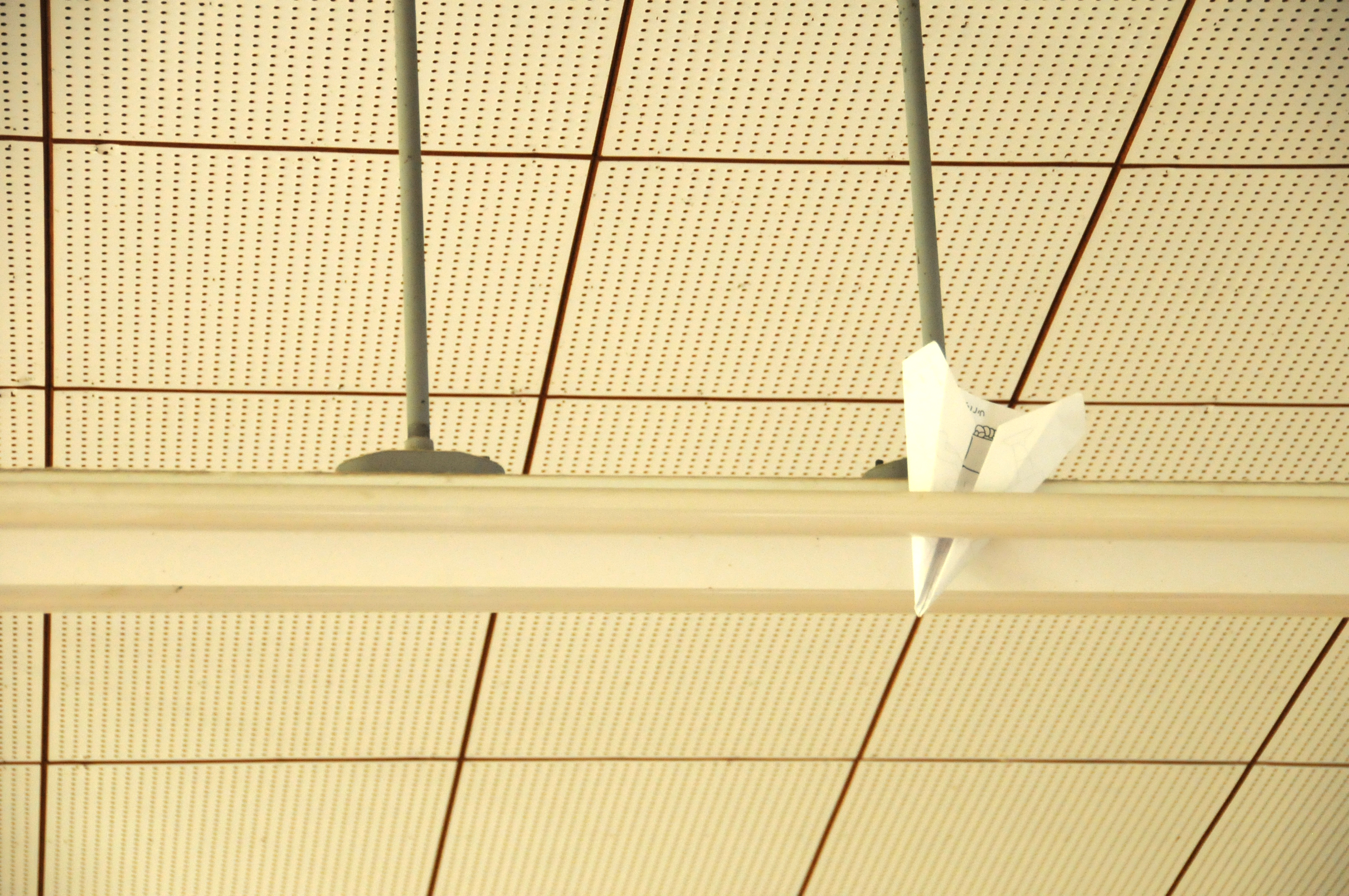
Ladrilhos acústicos

As práticas de controle de ruído de acústica arquitetônica incluem: redução de reverberação de som interior, atenuação de transferência de ruído entre salas e aumento do revestimento externo da construção.
No caso da construção de novos (ou reformados) apartamentos, condomínios, hospitais e hotéis, muitos estados e cidades têm códigos de construção rigorosos com requisitos de análise acústica, a fim de proteger os ocupantes do edifício. Com relação ao ruído externo, os códigos geralmente exigem a medição do ambiente acústico externo para determinar o padrão de desempenho exigido para o projeto de revestimento de edifícios externos. O arquiteto pode trabalhar com o engenheiro acústico para chegar ao melhor meio econômico de criar um interior silencioso (normalmente 45 dBA). Os elementos mais importantes do design da pele do edifício são geralmente: vidro (espessura de vidro, painel duplo etc.), metal perfurado (usado interna ou externamente), material do teto, padrões de calafetagem, defletores de chaminé, design da porta externa, slots de correio, portas de ventilação do sótão e montagem de condicionadores de ar através da parede.
Em relação ao som gerado no interior do edifício, existem dois tipos principais de transmissão. Em primeiro lugar, o som transmitido pelo ar viaja através de paredes ou conjuntos de piso e teto e pode emanar de atividades humanas em espaços adjacentes ou de ruído mecânico dentro dos sistemas de construção. As atividades humanas podem incluir voz, ruído de sistemas de som amplificados ou ruídos de animais. Os sistemas mecânicos são sistemas de elevador, caldeiras, sistemas de refrigeração ou ar condicionado, geradores e compactadores de lixo. Fontes aerodinâmicas incluem ventiladores, pneumáticos e combustão.  O controle de ruído para fontes aerodinâmicas inclui bicos de ar silenciosos, silenciadores pneumáticos e tecnologia de ventilador silencioso.[carece de fontes?]  Como muitos sons mecânicos são intrinsecamente fortes, o principal elemento de design é exigir que o conjunto de parede ou teto atenda a certos padrões de desempenho (tipicamente classe de transmissão de som de 50), o que permite atenuação considerável do nível de som atingindo os ocupantes.
O segundo tipo de som interior é chamado de transmissão da Classe de Isolamento de Impacto (CII).[carece de fontes?] Este efeito não surge da transmissão aérea, mas sim da transmissão de som através do próprio edifício. A percepção mais comum do ruído da CII vem do deslocamento de ocupantes nos espaços acima. O ruído de baixa frequência é transferido facilmente através do solo e edifícios. Este tipo de ruído é mais difícil de abater, mas deve-se considerar isolar o conjunto de piso acima ou pendurar o teto inferior no canal resiliente.
Ambos os efeitos de transmissão mencionados acima podem emanar de ocupantes de edifícios ou de sistemas mecânicos de construção, como elevadores, sistemas de encanamento ou unidades de aquecimento, ventilação e ar condicionado. Em alguns casos, é simplesmente necessário especificar a melhor tecnologia de atenuação disponível na seleção de tal hardware de construção. Em outros casos, a montagem de choque de sistemas para controlar a vibração pode estar em ordem. No caso de sistemas de canalização, existem protocolos específicos desenvolvidos, especialmente para linhas de abastecimento de água, para criar isolamento de tubos nas paredes do edifício. No caso de sistemas de ar central, é importante confundir quaisquer dutos que possam transmitir som entre diferentes áreas de construção.[carece de fontes?]
Projetar salas com finalidades especiais tem mais desafios exóticos, uma vez que essas salas podem ter requisitos para características incomuns, como apresentação de concertos, gravação de estúdio de som, salas de aula. Nestes casos, a reverberação e a reflexão devem ser analisadas para não só tornar as salas mais silenciosas, mas também para evitar que ocorram efeitos de eco. Nessas situações, defletores de som especiais e materiais de revestimento de absorção sonora podem ser especificados para amortecer efeitos indesejados. [carece de fontes?]

### Materiais
Painéis acústicos de parede e teto podem ser construídos com diversos materiais e acabamentos. Os painéis acústicos ideais são aqueles sem um rosto ou material de acabamento que interfiram no preenchimento ou substrato acústico. Painéis revestidos de tecido são uma maneira de maximizar a absorção acústica. O material de acabamento é usado para cobrir o substrato acústico. A placa de fibra mineral, ou Micore, é um substrato acústico comumente usado. Materiais de acabamento geralmente consistem em tecido, madeira ou metal. O tecido pode ser envolvido em torno de substratos para criar o que é chamado de "painel pré-fabricado" se for colocado em uma parede, e não requer modificações. Tais tecidos são geralmente acusticamente transparentes, o que significa que não impedem uma onda sonora.
Painéis pré-fabricados são limitados ao tamanho dos subas "painéis acústicos de parede no local". Ele é construído "enquadrando" a trilha do perímetro, preenchendo o substrato acústico e depois esticando e colocando o tecido no sistema de armação perimetral. Painéis de parede no local podem ser construídos para trabalhar em torno de molduras de portas, rodapé ou qualquer outra intrusão. Painéis grandes (geralmente maiores que 50 pés) podem ser criados em paredes e tetos com este método.
Janelas com vidros duplos e mais grossos também podem impedir a transmissão de som do exterior.

## Industrial
O ruído industrial é tradicionalmente associado a ambientes industriais onde o maquinário industrial produz níveis sonoros intensos, muitas vezes acima de 85 decibéis. Embora essa circunstância seja a mais dramática, há muitos outros ambientes de trabalho em que os níveis de som podem situar-se na faixa de 70 a 75 decibéis, como equipamentos de escritório, música, sistemas de endereços públicos e até intrusões de ruídos externos. Qualquer tipo de ambiente pode resultar em efeitos do ruído para a saúde se a intensidade do som e o tempo de exposição forem muito grandes.
No caso de equipamentos industriais, as técnicas mais comuns para a proteção contra ruídos dos trabalhadores consistem em equipamentos de fonte de choque, criação de vidro acrílico ou outras barreiras sólidas e fornecimento de equipamentos de proteção auditiva. Em certos casos, o maquinário propriamente dito pode ser reprojetado para operar de maneira menos propensa a produzir movimentos do tipo: ranger, moer, friccionar, entre outros, que induzem emissões sonoras. Nos últimos anos, os programas e iniciativas da Buy Quiet surgiram em um esforço para combater as exposições ocupacionais ao ruído. Esses programas promovem a compra de ferramentas e equipamentos mais silenciosos e incentivam os fabricantes a projetar equipamentos mais silenciosos.
No caso de ambientes de escritório mais convencionais, as técnicas de acústica arquitetônica discutidas acima podem ser aplicadas. Outras soluções podem envolver a pesquisa dos modelos mais silenciosos de equipamentos de escritório, particularmente impressoras e fotocopiadoras. As impressoras de impacto e outros equipamentos eram frequentemente equipados com "capas acústicas", compartimentos para reduzir o ruído emitido. Uma fonte de emissões de nível de som incômodas, se não fortes, são os aparelhos de iluminação (principalmente globos fluorescentes mais antigos). Essas luminárias podem ser adaptadas ou analisadas para ver se há excesso de iluminação, um problema comum no ambiente de escritório. Se a iluminação excessiva estiver ocorrendo, o uso de laminação ou redução do uso de banco de luz pode ser aplicado. Os fotógrafos podem silenciar suas câmeras fotográficas barulhentas em um set de filmagem usando balões de som.

## Comercial
As reduções no custo permitiram que a tecnologia de controle de ruído fosse usada não apenas em instalações de desempenho e estúdios de gravação, mas também em pequenas empresas sensíveis ao ruído, como restaurantes.  Materiais acusticamente absorventes, como forro de duto de fibra de vidro, painéis de fibra de madeira e jeans reciclados, servem como telas de arte em ambientes nos quais a estética é importante.
Usando uma combinação de materiais de absorção sonora, matrizes de microfones e alto-falantes e um processador digital, um operador de restaurante pode usar um computador tablet para controlar seletivamente os níveis de ruído em diferentes locais do restaurante: as matrizes de microfone captam o som e o enviam ao processador digital, que controla os alto-falantes para emitir sinais sonoros no comando.

## Planejamento urbano
As comunidades podem usar códigos de zoneamento para isolar as atividades urbanas ruidosas de áreas que deveriam ser protegidas de tais exposições prejudiciais e estabelecer padrões de ruído em áreas que podem não ser propícias para tais estratégias de isolamento. Como os bairros de baixa renda estão frequentemente em maior risco de poluição sonora, o estabelecimento de tais códigos de zoneamento é frequentemente uma questão de justiça ambiental. Áreas de uso misto apresentam conflitos especialmente difíceis que exigem maior atenção à necessidade de proteger as pessoas dos efeitos nocivos da poluição sonora. O ruído é geralmente um fator considerado em uma declaração de impacto ambiental, se aplicável (como a construção do sistema de transporte).